# گار
گار (به فرانسوی: Gard) سی امین شهرستان فرانسه است. شهرستان گار در جنوب این کشور قرار دارد. این شهرستان زیرمجموعه ناحیه لانگدوک روسیون می‌باشد. مساحت این شهرستان ۵٬۸۵۳ کیلومتر مربع و جمعیت آن ۶۲۳٬۱۲۵ نفر است. این شهرستان در خلال انقلاب فرانسه بر پا گردید.